# Caterina de Brandenburg-Küstrin
Caterina de Brandenburg-Küstrin - Katharina von Brandenburg-Küstrin (alemany) - (Küstrin, Polònia, 10 d'agost de 1549 - Berlín, 30 de setembre de 1602) era una noble alemanya de la Dinastia dels Hohenzollern, filla del marcgravi Joan I (1513-1571) i de la duquessa Caterina de Brunsvic-Luneburg (1518 - 1574).

## Matrimoni i fills
El 8 de gener de 1570 es va casar amb Joaquim Frederic de Brandenburg (1546-1608), fill del duc de Prússia Joan Jordi II (1525-1598) i de Sofia de Liegnitz (1525-1546). Fruit d'aquest matrimoni nasqueren:
- Joan Segimon (1572-1619), casat amb la princesa Anna de Prússia (1576 - 1625).
- Anna Caterina (1575-1612),casada amb el rei Cristià IV de Dinamarca (1577-1648).
- Una filla nascuda morta el 1576.
- Joan Jordi (1577-1624), casat amb la princesa Eva Cristina de Württemberg (1590 - 1657).
- August (1580-1601).
- Albert Frederic (1582-1600).
- Joaquim (1583-1600).
- Ernest (1583-1613).
- Bàrbara Sofia (1584-1636), casat amb Joan Frederic I de Württemberg (1582 - 1628).
- Cristià Guillem (1587-1665), casat primer amb la princesa Dorotea de Brunsvic-Wolfenbüttel (1596 - 1643), després amb Bàrbara Eusèbia de Martinitz, morta el 1656, i finalment amb Maximiliana de Salm-Neuburg (1608 - 1663).